# Великолепна фрегата
Великолепна фрегата (Fregata magnificens) е птица от семейство Фрегатови. Подобно на пеликаните имат силно развита торбичка под човката. Мъжкият използва тази торбичка като я издува за да привлича женската по време на размножителния период.

### Описание
Великолепната фрегата достига до 100 cm дължина, а размаха на крилете и е 215 cm. Мъжките са изцяло черни с червена гушка под човката, която се надува като балон през размножителния сезон. Въпреки че перата са черни, микроструктурата им ги кара да иризират в лилаво. Женските са с черно оперение, но имат бяло на гърдите и долната страна на шията, една кафява лента по крилата и син пръстен около окото, който е отличителен белег на женския индивид от този род. Незрелите птици имат бяла, пухкава перушина.

### Разпространение
Тази птица е широко разпространена в тропическата част на Атлантическия океан. Гнездят във Флорида, Карибските острови и Кабо Верде. Тази птица обитава и тихоокеанското крайбрежие на Северна и Южна Америка от Мексико до Еквадор, включително на островите Галапагос като голяма популация от тези птици има на галапагоския остров Северен Сеймур.
Великолепната фрегата е наблюдавана далеч от нормалното си местообитание на остров Ман, в Дания, Испания, Великобритания и Британска Колумбия.

### Хранене и поведение
В колониите, където гнезди се наблюдава интересно поведение с тракане с клюн. Издава и редица гърлени звуци. Храни се предимно с риба.
Великолепната фрегата прекарва голяма част от своя живот в полет със средна скорост 10 km/h. Единствената подобна птица, която прекарва живота си в полет е черния бързолет.